# Deutsche Eishockey-Meisterschaft 1938
Die Deutsche Eishockey-Meisterschaft 1938 war die 22. Austragung dieser Titelkämpfe.
Die Vorrunden der Meisterschaft wurden vom 17. bis 19. Januar 1938 in München und Nürnberg ausgetragen. Das Finalturnier fand in Garmisch-Partenkirchen statt.

## Vorrunde

### Gruppe A
|  | Düsseldorfer EG | 5:0 | SC Brandenburg | Prinzregentenstadion, München |

|  | SC Riessersee | 6:1 | Altonaer SV | Prinzregentenstadion, München |

|  | Düsseldorfer EG | 7:0 | Altonaer SV | Prinzregentenstadion, München |

|  | SC Riessersee | 3:0 | SC Brandenburg | Prinzregentenstadion, München |

|  | SC Brandenburg | 3:0 | Altonaer SV | Prinzregentenstadion, München |

|  | SC Riessersee | 1:1 | Düsseldorfer EG | Prinzregentenstadion, München |

| Rang |                       | Sp | S | U | N | Tore  | Pkt |
| ---- | --------------------- | -- | - | - | - | ----- | --- |
| 1.   | Düsseldorfer EG       | 3  | 2 | 1 | 0 | 13:01 | 5:1 |
| 2.   | SC Riessersee         | 3  | 2 | 1 | 0 | 10:02 | 5:1 |
| 3.   | SC Brandenburg Berlin | 3  | 1 | 0 | 2 | 02:08 | 2:4 |
| 4.   | Altonaer SV           | 3  | 0 | 0 | 3 | 01:15 | 0:6 |

Abkürzungen: Sp = Spiele, S = Siege, U = Unentschieden, N = Niederlagen

### Gruppe B
|  | Berliner Schlittschuhclub | 9:0 | Blau-Weiß Dresden | Linde-Stadion, Nürnberg |

|  | ESV Füssen | 3:1 | Rastenburger SV | Linde-Stadion, Nürnberg |

|  | Berliner Schlittschuhclub | 3:2 | Rastenburger SV | Linde-Stadion, Nürnberg |

|  | ESV Füssen | 4:1 | Blau-Weiß Dresden | Linde-Stadion, Nürnberg |

|  | Rastenburger SV | 2:0 | Blau-Weiß Dresden | Linde-Stadion, Nürnberg |

|  | ESV Füssen | 5:5 | Berliner Schlittschuhclub | Linde-Stadion, Nürnberg Zuschauer: 3.000 |

| Rang |                           | Sp | S | U | N | Tore  | Pkt |
| ---- | ------------------------- | -- | - | - | - | ----- | --- |
| 1.   | Berliner Schlittschuhclub | 3  | 2 | 1 | 0 | 17:07 | 5:1 |
| 2.   | ESV Füssen                | 3  | 2 | 1 | 0 | 12:07 | 5:1 |
| 3.   | Rastenburger SV 08        | 3  | 1 | 0 | 2 | 05:06 | 2:4 |
| 4.   | Blau-Weiß Dresden         | 3  | 0 | 0 | 3 | 01:15 | 0:6 |

Abkürzungen: Sp = Spiele, S = Siege, U = Unentschieden, N = Niederlagen
Das Spiel zwischen Berlin und Füssen wurde beim Stand von 5:5 wegen Zuschauertumulten abgebrochen und mit diesem Ergebnis gewertet. Die 3000 Zuschauer fühlten sich betrogen, weil beide Mannschaften ihre Stars schonten und nur Reservemannschaften spielen ließen.

## Endrunde
|  | Berliner Schlittschuhclub | 2:0 | ESV Füssen | Olympia-Eissport-Zentrum, Garmisch-Partenkirchen |

|  | SC Riessersee | 0:1 | Düsseldorfer EG | Olympia-Eissport-Zentrum, Garmisch-Partenkirchen |

|  | Berliner Schlittschuhclub | 2:0 | Düsseldorfer EG | Olympia-Eissport-Zentrum, Garmisch-Partenkirchen |

|  | SC Riessersee | 2:0 | ESV Füssen | Olympia-Eissport-Zentrum, Garmisch-Partenkirchen |

|  | Düsseldorfer EG | 3:0 | ESV Füssen | Olympia-Eissport-Zentrum, Garmisch-Partenkirchen |

| 23. Januar 1938 nachmittags | SC Riessersee | 2:0 (1:0, 0:0, 1:0) | Berliner Schlittschuhclub | Olympia-Eissport-Zentrum, Garmisch-Partenkirchen |

| Rang |                           | Sp | S | U | N | Tore | Pkt |
| ---- | ------------------------- | -- | - | - | - | ---- | --- |
| 1.   | SC Riessersee             | 3  | 2 | 0 | 1 | 4:1  | 4:2 |
| 2.   | Düsseldorfer EG           | 3  | 2 | 0 | 1 | 4:2  | 4:2 |
|      | Berliner Schlittschuhclub | 3  | 2 | 0 | 1 | 4:2  | 4:2 |
| 4.   | ESV Füssen                | 3  | 0 | 0 | 3 | 0:7  | 0:6 |

Abkürzungen: Sp = Spiele, S = Siege, U = Unentschieden, N = Niederlagen
Spiel um Platz 2
Die beiden punktgleichen Mannschaften Düsseldorf und Berlin spielten noch den zweiten Platz aus.
| Januar 1938 | Düsseldorfer EG | 3:0 | Berliner Schlittschuhclub | Essen |

## Mannschaften

### Mannschaften
| Deutscher Meister 1938 SC Riessersee       | Wilhelm Egginger Philipp Schenk – Karl Braumüller (Reitmeier) Hans Lang, Georg Strobl, Wiedermann oder Gessler (?) Hugo Speth, Karl Wild, Eugen Reinhold Josef Gassner, Adolf Kapfer, Karl Kögel, Reinhard Pfundtner, Hans Schmid Trainer: Bobby Bell. |
| Deutscher Vizemeister 1938 Düsseldorfer EG | Hans Seyppel (Max Rohde) Rudolf Tobien – Hausmann Walter Schmidinger – Roman Kessler – Kurt Orbanowski Blomberg – Horst Orbanowski – Lowka Davidow |